# Cantone di Argentan-2
Il Cantone di Argentan-2 è una divisione amministrativa dell'Arrondissement di Argentan.
È stato costituito a seguito della riforma approvata con decreto del 25 febbraio 2014, che ha avuto attuazione dopo le elezioni dipartimentali del 2015.

## Composizione
Comprende parte della città di Argentan e i 33 comuni di:
- Aubry-en-Exmes
- Avernes-sous-Exmes
- Bailleul
- Le Bourg-Saint-Léonard
- Chambois
- La Cochère
- Coudehard
- Coulonces
- Courménil
- Écorches
- Exmes
- Fel
- Fontaine-les-Bassets
- Ginai
- Guêprei
- Louvières-en-Auge
- Merri
- Mont-Ormel
- Montreuil-la-Cambe
- Neauphe-sur-Dive
- Omméel
- Ommoy
- Le Pin-au-Haras
- Saint-Gervais-des-Sablons
- Saint-Lambert-sur-Dive
- Saint-Pierre-la-Rivière
- Silly-en-Gouffern
- Survie
- Tournai-sur-Dive
- Trun
- Urou-et-Crennes
- Villebadin
- Villedieu-lès-Bailleul